# Psilochalcis frontalis
Psilochalcis frontalis is een vliesvleugelig insect uit de familie bronswespen (Chalcididae). De wetenschappelijke naam is voor het eerst geldig gepubliceerd in 1994 door Askew.